# August Geßler
August Geßler (* 19. Juli 1811 in Tannenberg; † nach 1882) war ein deutscher Jurist und Parlamentarier.

## Leben
August Geßler studierte Rechtswissenschaften an der Friedrich-Wilhelms-Universität Berlin. 1829 wurde er Mitglied des Corps Marchia Berlin. Nach dem Studium schlug er die Richterlaufbahn ein. Er wurde Land- und Stadtgerichtsdirektor und Kreisgerichtsdirektor in Schubin. Später ließ er sich als Rechtsanwalt und Notar in Bromberg nieder.
Geßler gehörte der Preußischen Nationalversammlung (1848) und dem Volkshaus des Erfurter Unionsparlaments (1850) an. 1849–1852 saß er als Abgeordneter des Wahlkreises Bromberg 2 im Preußischen Abgeordnetenhaus. In der 1. Legislaturperiode (1849) gehörte er der Fraktion Auerswald-Schwerin und in der 2. Legislaturperiode (1849–1852) der Fraktion des Centrums.

## Ehrungen
- Charakter als Justizrat (1858)
- Charakter als Geheimer Justizrat (1882)